# Louis-Alexandre Berthier
Pour les autres membres de la famille, voir famille Berthier.
Pour les articles homonymes, voir Alexandre Berthier (homonymie) et Berthier.
Louis-Alexandre Berthier, prince de Neuchâtel et Valangin, prince de Wagram, né le 20 novembre 1753 à Versailles et mort le 1er juin 1815 à Bamberg, est un général français puis maréchal d’Empire.
Né de parents tous deux au service du roi, il devient ingénieur-géographe comme son père et participe à la guerre d'indépendance américaine. Colonel en 1778, il passe dans la Garde nationale puis remplit les fonctions de chef d'état-major sous divers généraux, le plus notable étant Napoléon Bonaparte. Berthier participe sous ses ordres aux campagnes d'Italie puis d'Égypte et soutient le coup d'État du 18 Brumaire. Sous le Consulat, il reçoit le portefeuille du ministère de la Guerre qu'il conserve jusqu'en 1807. Lors de l'instauration du régime impérial en 1804, Napoléon l'élève à la dignité de maréchal d'Empire puis le fait prince souverain de Neuchâtel et Valangin en 1806.
En qualité de major général de la Grande Armée — l'équivalent de la fonction de chef d'état-major —, Berthier participe à toutes les campagnes de l'Empire : il s'y révèle comme un officier de talent, doté d'une grande capacité de travail et d'une compréhension intuitive des intentions de l'Empereur, dont il est l'un des principaux collaborateurs. Il n'exerce toutefois que rarement un commandement sur le champ de bataille, où il se montre piètre stratège, comme au début de la campagne d'Autriche en 1809. Fait prince de Wagram et colonel général des Suisses la même année, il reste aux côtés de l'Empereur jusqu'à l'abdication de ce dernier en 1814. Il se rallie alors à Louis XVIII qui le fait pair de France. Rentré dans sa famille à Bamberg, il y meurt défenestré, dans des circonstances mal éclaircies, le 1er juin 1815.
Sa mort, survenue peu avant la bataille de Waterloo, affecte Napoléon qui dira de lui : « Nul autre n'eût pu le remplacer ».

## Biographie

### Origines et famille
Son père, Jean-Baptiste Berthier (né en 1721 à Tonnerre, mort en 1804 à Paris), ingénieur-géographe de l'armée, lieutenant-colonel, avait été anobli par Louis XV pour services rendus. Sa mère, Marie-Françoise Lhuillier de la Serre (née vers 1731, morte le 29 mars 1783 à Versailles), est femme de chambre de Monsieur (futur roi Louis XVIII).
Louis-Alexandre est l'aîné des quatre fils qui survivent à leur père. Tous embrassent l'état militaire. Les deux plus âgés, César Berthier et Victor Léopold Berthier, sont généraux de division et le plus jeune, issu d'un second mariage, Joseph-Alexandre Berthier, 1er vicomte Berthier (1821) est maréchal de camp.

### Sous l'Ancien Régime

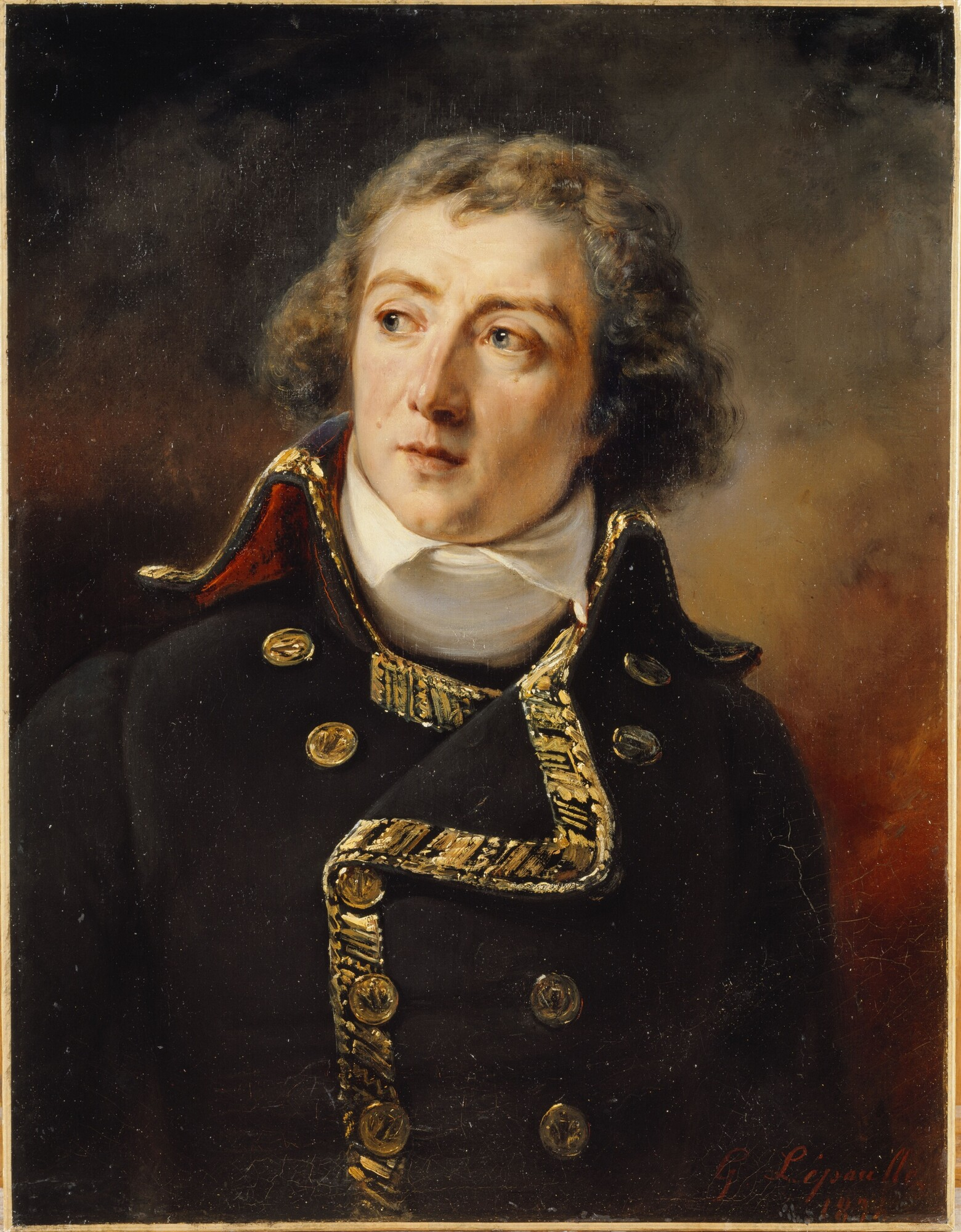
Louis-Alexandre Berthier, maréchal de camp, chef d'état-major en 1792 (1753-1815), François-Gabriel Lépaulle, d'après Antoine Jean Gros (1834).

Destiné à l'état militaire, Louis-Alexandre Berthier bénéficie d'une éducation soignée. Reçu à l’École royale du génie de Mézières en 1764, il est nommé ingénieur-géographe le 1er janvier 1766, à douze ans, et fait la guerre d'indépendance des États-Unis sous les ordres du marquis de La Fayette, y gagnant le grade de colonel en 1778.

### La Révolution française
Au début de la Révolution française, comme major général de la garde nationale à Versailles, il facilite l’émigration de diverses personnalités dont le comte d’Artois, les Polignac et les deux tantes du roi, Mesdames Adélaïde et Victoire de France. Il est successivement employé par Rochambeau, La Fayette et Luckner, comme chef d'état-major mais est destitué après le 10 août 1792, les patriotes ayant à lui reprocher la dureté avec laquelle il rétablit l'ordre lors du ravage du palais de Bellevue. En mai 1793, Berthier est rappelé et nommé chef d’état-major du duc de Biron en Vendée. Trois semaines plus tard, il est à nouveau révoqué.
Le 2 mars 1796, il est nommé chef d’état-major de l’armée d'Italie sous les ordres de Napoléon Bonaparte. En 1797, il remet au Directoire le traité de Campo-Formio en compagnie de Monge. Lorsque Bonaparte part pour le congrès de Rastatt, il doit accepter, à contrecœur, le commandement de l’armée. Le 10 février 1798, il occupe Rome et prend possession du château Saint-Ange, renversant le gouvernement papal pour proclamer la république romaine.
Bonaparte l’emmène en Égypte, toujours comme chef d’état-major. Berthier revient en France avec son chef pour préparer le coup d'État du 18 Brumaire. Durant le Consulat, Bonaparte l'emploie comme ministre de la Guerre.

### L'Empire

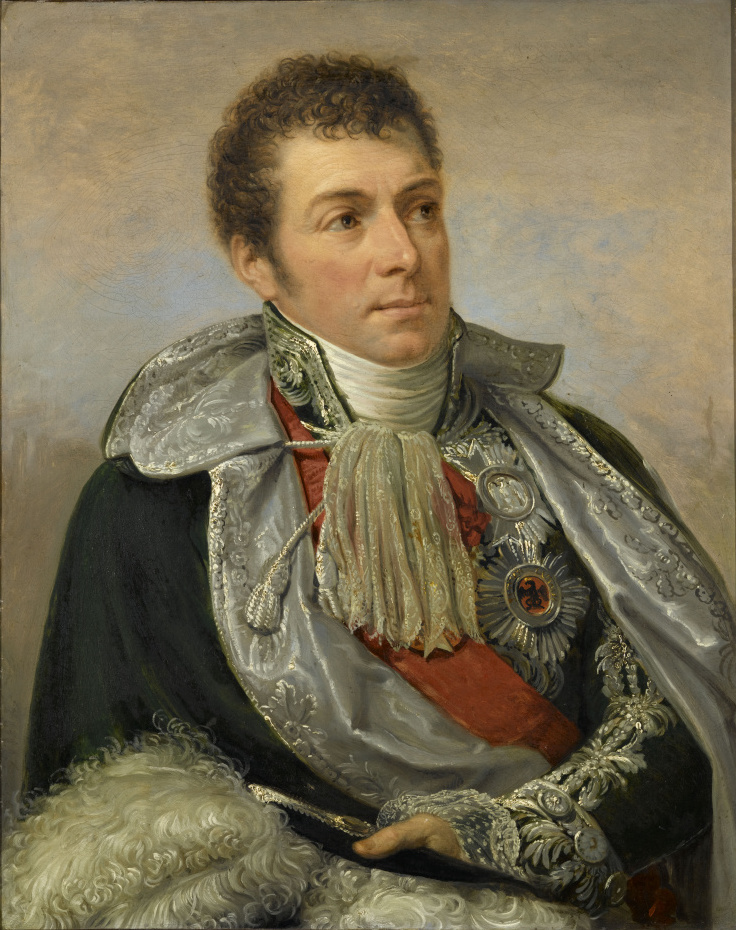
Portrait par Andrea Appiani (1754–1817). Berthier y porte la Légion d'honneur (écharpe et grand aigle) et l'ordre de l'Aigle noir.

Berthier fait partie de la promotion de maréchaux de 1804, et est nommé Grand veneur la même année. Comblé de faveurs, il obtient la principauté de Neuchâtel en 1806, occupée en son nom et celui de l'Empereur par le général Nicolas-Charles Oudinot (il ne s'y rendra toutefois jamais, et qu'il rétrocède à la Restauration au royaume de Prusse). Il est ensuite nommé vice-connétable de l'Empire en 1807, et enfin prince de Wagram en 1809.
Le 9 mars 1808, Napoléon le marie à Marie-Élisabeth en Bavière, fille du prince Guillaume de Bavière (arrière-grand-père d'Élisabeth de Wittelsbach ainsi que beau-frère et cousin du roi de Bavière Maximilien Ier, lui-même beau-père du prince Eugène) qui lui donne trois enfants, dont un fils : Napoléon Alexandre Berthier.
Il fait toutes les campagnes de Napoléon comme major général de l'armée. À Marengo, Austerlitz et Iéna, il remplit avec le plus grand zèle les importantes fonctions de chef d'état-major, et contribue puissamment, en 1809, à la victoire de Wagram. Il représente Napoléon, à Vienne, au mariage avec Marie-Louise. Durant la campagne de Russie, il tente de convaincre Napoléon de ne pas poursuivre vers Moscou. Il donne alors sa démission et est disgracié. Enfin, durant la campagne de France, il est blessé d'un coup de lance sur la tête au combat de Brienne le 29 janvier 1814.

### La Restauration

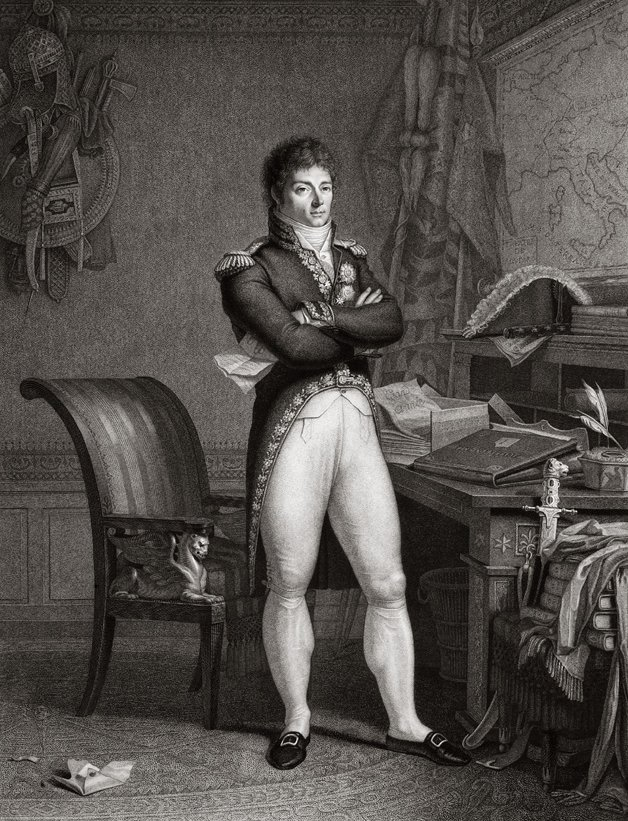
Louis-Alexandre Berthier.

Le 11 avril 1814, il adhère au décret du Sénat qui exclut Napoléon du trône. À la Première Restauration, Louis XVIII lui fait bon accueil, en souvenir de son attitude passée à Versailles ; Berthier est fait capitaine de l'une des compagnies des gardes du corps du roi et pair de France le 4 juin 1814. Au retour de l’île d'Elbe, il suit le roi à Gand, contrairement à d’autres maréchaux.

### Mort
Il se réfugie ensuite dans son château à Bamberg en Bavière près de son beau-père et y meurt peu après son arrivée, le 1er juin 1815, en tombant de la fenêtre du troisième étage pendant un accès de fièvre chaude. D'autres sources évoquent un suicide ou encore un assassinat perpétré par des hommes masqués, demeurés depuis inconnus. Son décès précède de quelques jours la bataille de Waterloo, où l'absence de cet excellent chef d'état-major se fait cruellement sentir pour l'empereur Napoléon. Soult, qui le remplace, est en effet largement inférieur à la tâche qui lui est confiée, endossant une part des responsabilités dans la défaite face aux Anglo-Prussiens.

## Considérations
Berthier, le "Maréchal de l'ombre" était indispensable à Napoléon. Il avait une compréhension intuitive des ordres de l'Empereur et les transmettait mieux que quiconque. Sa mort, survenue peu avant la bataille de Waterloo, affecta Napoléon :
« Nul autre n'eût pu le remplacer. »
Son remplaçant, le maréchal Soult, ne se montre pas à la hauteur de sa tâche. La défaite de Waterloo est donc au moins en partie due à l'absence de Berthier.

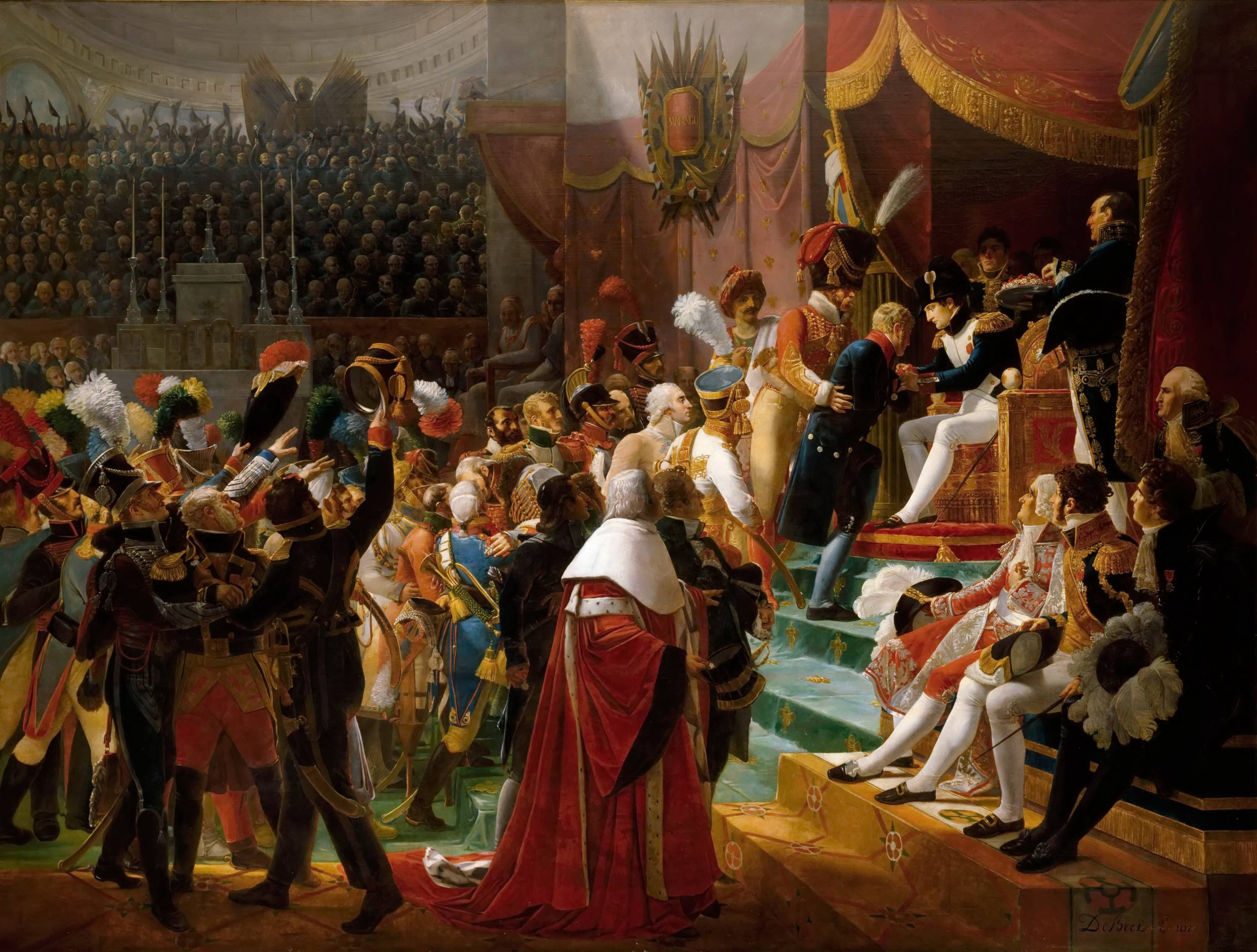
Première distribution des décorations de la Légion d'honneur dans l'église des Invalides, le 14 juillet 1804, d'après Jean-Baptiste Debret (1812).

Comme organisateur, on lui doit : la formation de la garde des consuls (décembre 1799) ; l'institution des armes d'honneur (1799) ; la création de la Légion d'honneur (20 mai 1802) ; la réunion à Metz des écoles d'application de l'artillerie et du génie (1802) ; l'école militaire spéciale de Fontainebleau (janvier 1803) ; une loi qui accorde des propriétés territoriales aux vétérans, dans les 20e et 27e divisions militaires (avril 1803) ; la création de dix-huit maréchaux d'Empire (19 mai 1804), etc.
S'il a les qualités d'un remarquable chef d'état-major, il se révélera incapable de diriger seul une armée, comme le démontre le catastrophique début de la campagne de 1809, avant que Napoléon n'arrive. Choyé par l'Empereur, il use de son pouvoir au détriment d'autres maréchaux (André Masséna) ou généraux, comme Antoine de Jomini, qui finit par préférer passer aux Russes en 1813.
Il rédige des relations de la Campagne d'Égypte (1800) et de la Bataille de Marengo (1804), et laisse des Mémoires qui sont publiées en 1826.

## Décorations
Royaume de France /  Empire français /  Royaume de France

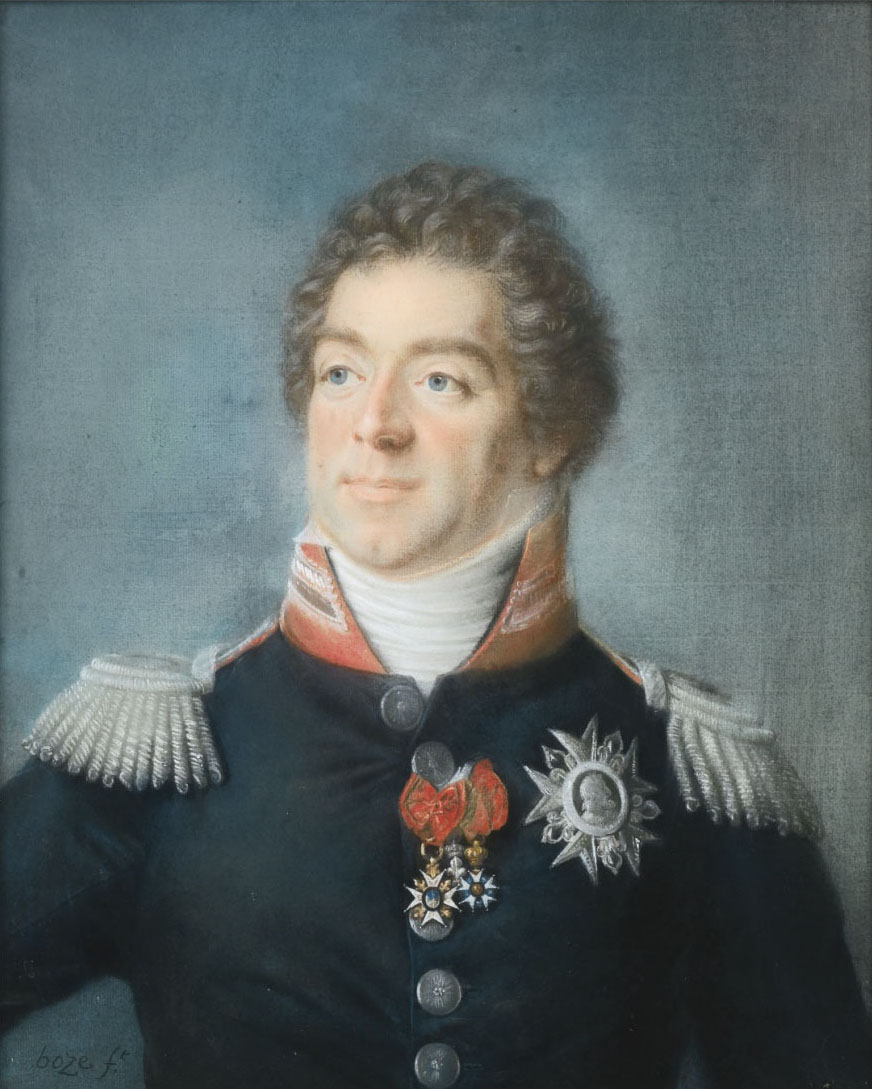
Berthier vers 1814-1815 : Légion d'honneur et ordre de Saint-Louis.

- Ordre Militaire et Hospitalier de Saint-Lazare de Jérusalem :
  - Chevalier de Saint-Lazare reçu en 1773 ;
  - Généalogiste en second de l'ordre de Saint-Lazare ;
- Légion d'honneur :
  - Grand aigle de la Légion d'honneur (13 pluviôse an XIII) ;
  - Chef de la 1re cohorte de la Légion d'honneur ;
  - Porteur du grand collier de la Légion d'honneur ;
- Ordre royal et militaire de Saint-Louis :
  - Chevalier (reçu en 1788, par M. de Berthier, lieutenant-colonel d'infanterie. (Registre de l'Ordre, de 1781 à 1791.) Nous présumons que c'était son père, dont les titres sont établis ainsi dans l'État militaire de 1788., puis,
  - Commandeur (septembre 1814) ;

 Royaume d'Italie
- Grand dignitaire de l'ordre de la Couronne de fer,

 Royaume de Bavière
- Grand-croix de l'ordre militaire de Maximilien-Joseph de Bavière

 Royaume de Wurtemberg
- Membre de l'ordre de l'Aigle d'or de Wurtemberg,

 Royaume de Saxe
- Membre de l'ordre de la Couronne de Saxe,
- Grand'croix de l'ordre de Saint-Henri de Saxe[réf. à confirmer][12],

 Royaume de Westphalie
- Grand-commandeur de l'ordre royal de Westphalie,

 Grand-duché de Bade
- Chevaliers de la Grand'croix de l'ordre de la Fidélité de Bade,

 Grand-duché de Hesse
- Grande décoration de l'ordre de Louis de Hesse,

 Grand-duché de Wurtzbourg
- Grand-croix de l'ordre de Saint-Joseph,

 Archiduché d'Autriche
- Grand-croix de l'ordre de Saint-Étienne de Hongrie,

 Royaume de Prusse
- Grand-croix de l'ordre de l'Aigle noir,

 Empire russe
- Grand-croix de l'ordre de Saint-André de Russie.

## Archives
Un fonds d'archives concernant Louis Alexandre Berthier est conservé aux Archives de l'État de Neuchâtel et référencé dans le portail des archives neuchâteloises. Il contient plus de 2 000 pièces inventoriées en 1895-1896 par Albert Dufourcq. Le fonds comporte principalement la correspondance envoyée et reçue par le prince en rapport avec les affaires générales de la Principauté de Neuchâtel ou des affaires particulières. De nombreux documents concernent l'état des finances et des comptes de l'État, les questions fiscales, la monnaie, ainsi que les questions économiques comme la saisie des marchandises anglaises, la situation de l'industrie neuchâteloise, les besoins en travaux publics, etc. Il faut aussi relever la présence de mémoires retraçant l'histoire de la Principauté et de ses institutions.
- Fonds : Alexandre Berthier (1789-1816).  Cote : BERTHIER ALEXANDRE. Archives de l'État de Neuchâtel (présentation en ligne).

## Sources partielles
- Emmanuel de Las Cases, Le Mémorial de Sainte-Hélène, Bibliothèque de La Pléiade, Gallimard.
- Louis Chardigny, Les maréchaux de Napoléon, Librairie Jules Tallandier, 1977.
- Armand Chaffandou, Napoléon et l’Univers Impérial SERG, 1969.
- Béatrice Capelle et Jean-Claude Demory, Maréchaux d'Empire, Paris, E/P/A, 2008, 287 p. (ISBN 978-2-85120-698-5), « Berthier, l'indispensable auxiliaire ».
- Napoleon.org : Berthier.
- Marie-Nicolas Bouillet  et Alexis Chassang (dir.), « Louis-Alexandre Berthier » dans Dictionnaire universel d’histoire et de géographie, 1878 (lire sur Wikisource).
- « Louis-Alexandre Berthier », dans Charles Mullié, Biographie des célébrités militaires des armées de terre et de mer de 1789 à 1850, 1852 [détail de l’édition].
- Louis Aragon en fait un des personnages principaux de son roman La Semaine sainte.
- Thierry Lentz, Les ministres de Napoléon : Refonder l'État, servir l'empereur, Paris, Perrin, coll. « Tempus » (no 659), 2016, 303 p. (ISBN 978-2-262-04375-9).

Les papiers personnels de Louis-Alexandre Berthier sont conservés aux Archives nationales sous la cote 173AP.

## Dans la culture populaire
- 1944: Koutouzov, de Vladimir Petrov, joué par  Evgueni Kaloujski
- 1955: Napoléon, de Sacha Guitry, joué par Louis Arbessier
- 1960: Austerlitz, d'Abel Gance, joué par André Certes
- 2023: Napoléon, de Ridley Scott, joué par Scott Handy